# Augusto Algueró
Augusto Algueró Dasca (Barcelona; 23 de febrero de 1934 - Torremolinos, Málaga; 16 de enero de 2011) fue un compositor, arreglista y director de orquesta español.

## Biografía
Augusto Algueró Dasca nació en Barcelona el 23 de febrero de 1934. Hijo de Augusto Algueró Algueró (1907-1992), también compositor y de Rosa Dasca Cariteu (?-1982). Tuvo una hermana, Rosa. Siguió sus estudios musicales en el Conservatorio Municipal de Barcelona y estudió la carrera de historia. Su carrera musical comenzó en la década de los 50, cuando tenía dieciséis años de edad.
Entre 1961 y 1974, estuvo casado con la actriz y cantante Carmen Sevilla, con la que tuvo un hijo, Augusto José Algueró García (1964), también compositor. En 1986, se volvió a casar, esta vez con Natividad Benito.
Falleció en Torremolinos el 16 de enero de 2011 debido a una parada cardiorrespiratoria mientras dormía.

## Obra
A lo largo de su carrera, Algueró realizó multitud de canciones que llegaron a ser muy populares para el público. Títulos como «Penélope» (música), que en la voz y con letra de Serrat y con arreglos de Ricard Miralles, llegó a ser una de las canciones indispensables en el repertorio del cantante catalán; «Te quiero, te quiero» y «Noelia», interpretadas por Carmen Sevilla y más tarde por el valenciano Nino Bravo; «Estando contigo» para Conchita Bautista y «Tómbola», para la cantante y actriz Marisol; «Más bonita que ninguna» y «Acompáñame» para Rocío Dúrcal a dúo con Jaime Morey; de la que fue maestro, «Ola, ola, ola», interpretada por Sara Montiel y Marisol; o «Chica ye ye», que compuso para Conchita Velasco, canciones para Jaime Morey, «Te Debo», «Sabía», «Tu amor le va a mi Piel», son ya temas que pasaron a la historia de la música española y que fueron en su época grandes éxitos.
Como compositor y director, Augusto Algueró, estuvo presente en festivales como el de la OTI, el Festival Internacional da Canção, la Olimpiada de la Canción de Atenas, el Festival Internacional de Viña del Mar y Eurovisión. En este último festival, en 1961 compuso la canción «Estando contigo», que representó a España por primera vez en este evento, y que interpretada por Conchita Bautista obtuvo un noveno puesto. En 1972 con la canción «Amanece», en la que Algueró colaboró con Ramón Arcusa, el intérprete Jaime Morey consiguió la décima posición. En 1980 compuso la canción «Dudando, dudando», interpretada por Juan Sebastián, que ganó el certamen popular del Festival de Viña del Mar (Chile).
Durante su carrera, también compuso la banda sonora para multitud de películas. Desde su primera partitura para el cine, la música de Brigada criminal (1950), hasta su última incursión en el cine, la canción «Será el amor» para la película Torrente, el brazo tonto de la ley, compuso más de noventa bandas sonoras para películas y series de televisión. Películas como El ruiseñor de las cumbres, protagonizada por el niño-cantante Joselito en 1958; Cabriola, Marisol rumbo a Río y Tómbola, protagonizadas por Marisol; o películas clásicas del cine español de los años 50 y 60 como Las chicas de la cruz roja, El día de los enamorados o La fierecilla domada, tienen en común la música realizada por el compositor catalán.
En televisión, sus colaboraciones más interesantes quizás fueron Historias de la frivolidad de Narciso Ibáñez Serrador, con la que logró la Rosa de Oro del Festival de Montreux y El Irreal Madrid, con el que ganó la Ninfa de Oro del Festival de Televisión de Montecarlo.
Entre sus incursiones teatrales cabe destacar la dirección musical del espectáculo Mamá quiero ser artista (1986), con Concha Velasco, para el que, además, compuso el tema que da título a la obra.

## Obra cinematográfica (selección)
| - Brigada criminal (1950) - La hija del mar (1953) - Fuego en la sangre (1953) - La fierecilla domada (1956) - Las chicas de la Cruz Roja (1958) - El día de los enamorados (1959) - Escucha mi canción (1959) - 091, policía al habla (1960) - Melocotón en almíbar (1960) - Usted puede ser un asesino (1961) - Ha llegado un ángel (1961) - Siempre es domingo (1961) | - Tres de la Cruz Roja (1961) - Canción de juventud (1962) - Tómbola (1962) - Vuelve San Valentín (1962) - Rocío de la Mancha (1963) - Marisol rumbo a Río (1963) - Historias de la televisión (1965) - Cabriola (1965) - Tuset Street (1968) |

## Premios
A lo largo de su carrera recibió muchos premios. Uno de los últimos fue en 1998 en Estados Unidos, cuando su canción «Penélope» recibió el premio B.M.I. por ser el tema más interpretado en el ámbito latino.